# Opération Scotland Yard
Pour les articles homonymes, voir Sapphire.
Pour plus de détails, voir Fiche technique et Distribution.
Opération Scotland Yard (titre original : Sapphire) est un film britannique réalisé par Basil Dearden, sorti en 1959.

## Synopsis
Deux policiers de Scotland Yard enquêtent sur le meurtre d'une jeune femme, sur fond de préjugés raciaux.

## Fiche technique
- Titre original : Sapphire
- Titre français : Opération Scotland Yard
- Réalisation : Basil Dearden
- Scénario : Janet Green, Lukas Heller (dialogues)
- Costumes : Julie Harris
- Photographie : Harry Waxman
- Montage : John D. Guthridge
- Musique : Philip Green
- Pays d'origine : Royaume-Uni
- Format : Couleurs - 35 mm - Mono
- Genre : Thriller[1]
- Durée : 85 minutes[1]
- Date de sortie : Royaume-Uni : 21 avril 1959

## Distribution
- Nigel Patrick : Superintendent Robert Hazard
- Michael Craig : inspecteur Phil Learoyd
- Yvonne Mitchell : Mildred
- Paul Massie : David Harris
- Bernard Miles : Ted Harris
- Olga Lindo : Mrs. Harris
- Earl Cameron : Dr. Robbins
- Gordon Heath : Paul Slade
- Jocelyn Britton : Patsy
- Harry Baird : Johnnie Fiddle
- orlando Martins : barman
- Rupert Davies : Jack Ferris
- Yvonne Buckingham : Sapphire Robbins
- Barbara Steele (non créditée)

## Distinctions
- 13e cérémonie des British Academy Film Awards : Meilleur film britannique 
  - Nommé dans les catégories : Meilleur film ; Meilleure actrice (Yvonne Mitchell) ; Meilleur scénario (Janet Green)